# ПИЕ систем
ПИЕ систем је инструмент којим се служе социјални радници у описивању и класификовању проблема социјалног функционисања. Користи се ради систематског прикупљања релевантних информација за прављење опште процене социо-функционалних проблема одраслих клијената.